# Francisco Galcerán de Lloris y de Borja
Francisco Galcerán de Lloris y de Borja, (Valencia, c. 1470 - Roma, 22 de julio de 1506), cardenal español de principios del siglo XVI. 

## Biografía
Miembro de la Casa de Borja o Borgia, fue hijo de Perot Jàfer de Lloris y de Isabel de Borja. Por parte de madre era 
sobrino nieto del papa Alejandro VI y sobrino del cardenal Juan de Borja Llançol de Romaní, el mayor (1492).
Borja era tesorero del cardenal Rodrigo de Borja, futuro papa Alejandro VI.  
En 1498 fue nombrado obispo de la diócesis de Terni sucediendo al difunto Juan de Fuensalida, pero el año siguiente renunció para ocupar la diócesis de Elna, que había quedado vacante por la secularización de su obispo César Borgia.  Nunca residió en ninguna de estas sedes, gobernándolas por medio de vicarios, sino en Roma.
El papa Alejandro VI lo nombró cardenal en el consistorio del 31 de mayo de 1503.  Recibió el título de Santa Sabina, que posteriormente cambió por el de Santa Maria Nuova.
El cardenal de Elna fue elevado a la archidiócesis de Trani y nombrado patriarca latino de Constantinopla en 1503. El mismo año fue nombrado administrador de la diócesis de Valence  y Die.
Tomó parte en los cónclaves de septiembre y octubre de 1503, en los que fueron elegidos Pío III  y Julio II.
Tras la muerte del cardenal Ascanio Sforza el papa Julio II le nombró su sucesor como abad in commendam de Santa María de Ripoll, pero no llegó a tomar posesión: el rey Fernando II de Aragón, considerando prerrogativa suya el nombramiento, ordenó retener las rentas de la abadía en favor de Federico de Portugal, y Lloris murió en 1506 antes de que la desavenencia se resolviera.  
Fue sepultado en la capilla de Calixto III en la Basílica Vaticana.